# Свети Дух (Потелич)
„Свети Дух“ (на украински: Церква Святого Духа) е православна дървена църква в село Потелич (Лвовска област, Украйна), построена през 1502 г. Най-старата запазена дървена църква в областта. Паметник на архитектурата и монументалното изкуство на галицката школа. На 21 юни 2013 г., на 37-ата сесия на Комитета на ЮНЕСКО за световно наследство, проведена в Камбоджа, Свети Дух, заедно с други дървени църкви от Карпатския регион, е включена в списъка на ЮНЕСКО за световно наследство.

## История
Църквата е построена през 1502 г. от жители от село Потелич на мястото на църквата „Борис и Глеб“, която е била изгорена от татарите.
Църквата е триетажна, размерите по план са 18,3 × 7 метра. През 17 век в църквата е монтиран нов двуетажен иконостас. Стенописите на църквата са направени в периода 1620 – 1640 г. Иконата Деис е нарисувана от известния зограф Иван Руткович през 1683 г. През 1718 г. се извършва реставрация на църквата под ръководството на майстора Казимир Доминович. През 1736 и 1753 г. той също извършва ремонти, по време на които са подменени основите и таваните над олтара, ремонтирани са верандата, западните и южните врати.
Реставрационните работи са извършени и през 1831, 1903 и 1923 г., по време на които всички керемидени покриви и облицовки на стени са заменени с калаени. По време на реставрацията от 1970 – 1972 г. са възстановени първоначалният вид на църквата и стенописите.
До църквата има дървена, квадратна, двуетажна 20-метрова камбанария с размери 4,4 × 4,4 метра, построена едновременно с нея. Камбанарията е ремонтирана от майстор Казимир Доминович през 1736 г., последната реставрация е извършена през 1970 г.